# Cultura Dorset

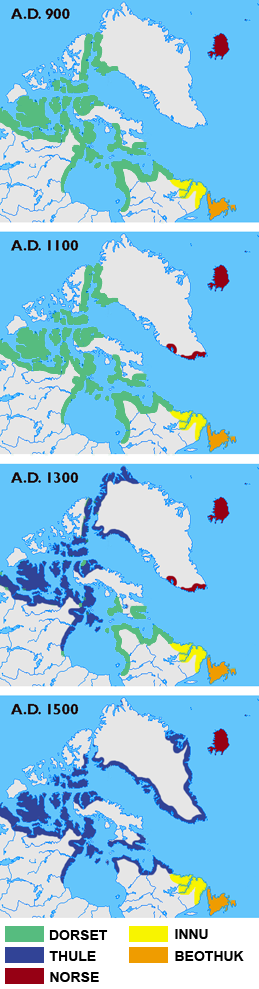
Les diferents cultures establertes a l'Àrtida entre els anys 900 i 1500

La cultura Dorset (també anomenada la Tradició Dorset) va ser una cultura paleoesquimal (500 aC - 1500) que va precedir la cultura dels Inuits a l'Àrtida d'Amèrica del Nord. S'ha definit en quatre fases, amb diferent tecnologia de caça i manufactura d'eines.
Es van extingir cap a l'any 1500 i van ser desplaçats pels pobles Thule que migraren d'Alaska però una petita comunitat de la cultura Dorset (coneguda com els Sadlermiut) sobrevisqué fins a 1902-1903 a la Badia de Hudson.

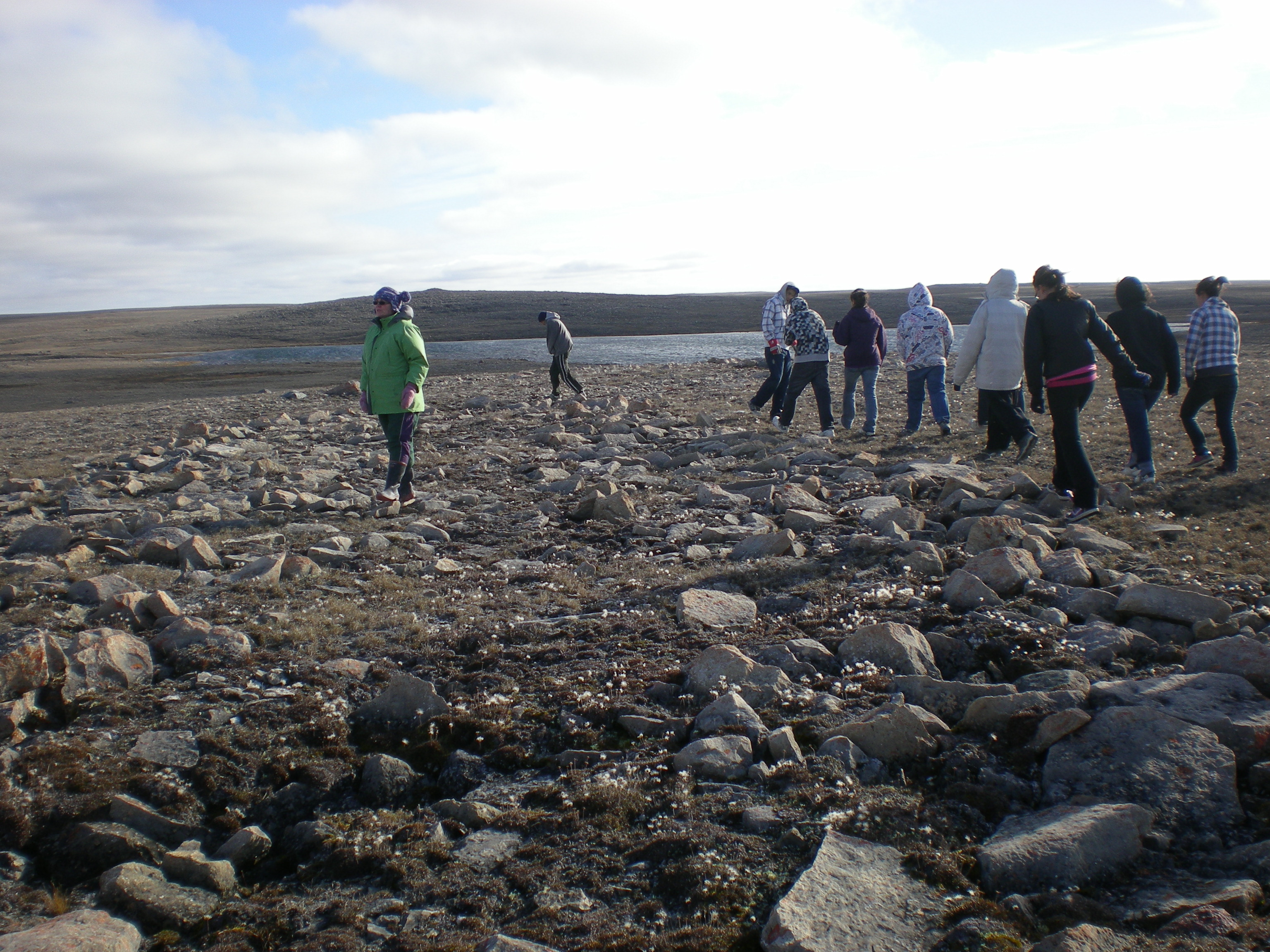
Restes de la cultura Dorset a Cambridge Bay, Nunavut

Les llegendes dels inuits els consideraven gegants i els anomenaven Tuniit (singular Tuniq) o Sivullirmiut (Primers habitants).
Es va descobrir la cultura Dorset el 1925 amb artefactes trobats a Cape Dorset, a Nunavut que eren molt diferents dels artefactes dels inuit.